# Krasnosilka (Odesa)
Krasnosilka (en ucraniano: Красносілка) es un pueblo ucraniano perteneciente al óblast de Odesa. Situado en el suroeste del país, es parte del raión de Odesa y del municipio (hromada) homónimo.

## Toponimia
El nombre del asentamiento en ruso es Krasnosiolka (en ruso: Красносёлка). Hasta 1945, el nombre oficial era Guldendorf (en ucraniano: Гільдендорф; en alemán: Güldendorf).

## Geografía
Krasnosilka se sitúa en la costa suroeste del limán de Kuyalnit, a 35 km al suroeste de Dobroslav y a 19 km al norte de Odesa.  

## Historia
El pueblo fue fundado en 1817 por colonos alemanes de Baden y Wurtemberg bajo el nombre de Güldendorf o Hildendorf, en honor al funcionario colonial E. von Gildenschanz.
El 1 de febrero de 1945, el lugar recibió su nombre actual.

## Demografía
La evolución de la población de Krasnosilka entre 1886 y 2001 fue la siguiente:
| 1549                                                          | 4317 | 4576 |
| (Fuente: Cities & Towns of Ukraine y UKRAINE: Größere Städte) |      |      |

Según el censo de 2001, la lengua materna de la mayoría de los habitantes, el 73,23%, es el ucraniano; y del 24,69%, el ruso.